# Silke Tamborijn
Silke Tamborijn es una deportista belga que compite en remo. Ganó una medalla de plata en el Campeonato Mundial de Remo en Sala de 2023, en la prueba de ligero 2000 m.

## Palmarés internacional
| Campeonato Mundial | Campeonato Mundial   | Campeonato Mundial | Campeonato Mundial |
| Año                | Lugar                | Medalla            | Prueba             |
| ------------------ | -------------------- | ------------------ | ------------------ |
| 2023               | Mississauga (Canadá) | Medalla de plata   | Ligero 2000 m      |